# Ghyczy Kálmán

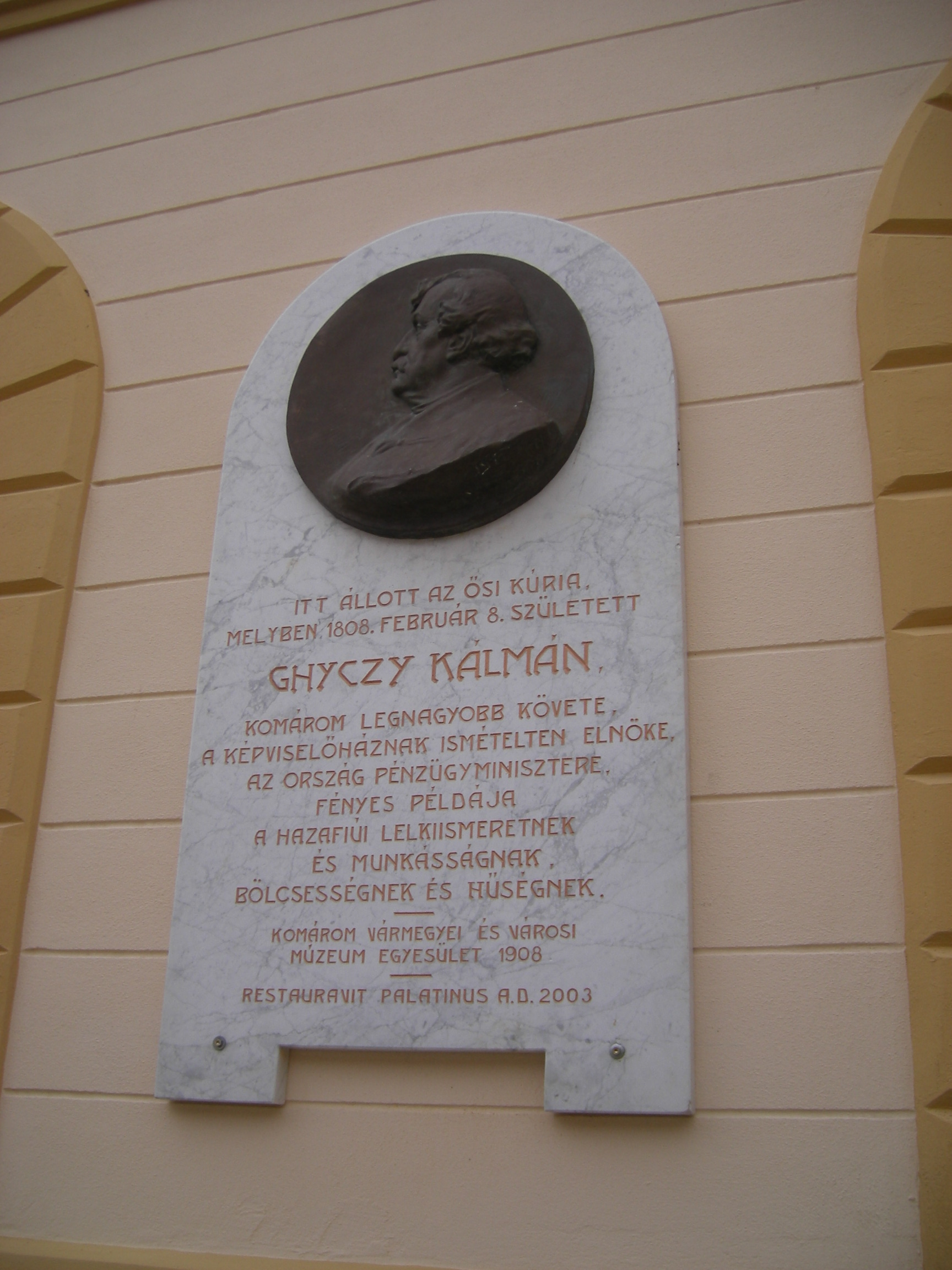
Emléktábla a szülői ház helyén, a komáromi Nádor-utcában

Ghiczi, assa- és ablanczkürthi Ghyczy Kálmán (Komárom, 1808. február 12. – Budapest, 1888. február 28.) magyar konzervatív politikus, ügyvéd, pénzügyminiszter volt. Bátyja: Ghyczy Ignác.
Bár a Magyarország számára Ausztriától nagyobb függetlenséget követelő politikai erőkhöz tartozott, szerepet vállalt az 1867-es kiegyezés belpolitikai előkészítésében. Pénzügyminiszterként kulcsszerepe volt a magyar költségvetésben az 1870-es évek közepére fellépő válság megoldásában.

## Pályája a szabadságharcig
1843-ban, 1847-ben Komárom vármegye országgyűlési követe lett, 1848. július 6-tól országgyűlési képviselő. 1844-ben a vármegye első alispánja. Politikai karrierje mellett a szakmai ranglétrán is emelkedett: 1847-ben személynöki ítélőmester, később nádori ítélőmester lett.
Az 1848–49-es forradalom és szabadságharc idején a Habsburg császári udvarral szembeszegülő Batthyány-kormány igazságügyi államtitkára volt, ugyanakkor vármegyéje országgyűlési követe.

## A szabadságharc utáni belpolitikában
A szabadságharc leverése után 1849-ben hűségnyilatkozattal felérő emlékiratot írt Pázmándy Dénessel együtt Windisch-Grätzhez, de ekkor nem folytatta a politikai pályát, visszavonult birtokára.
Később azonban visszatért a politikába és 1861-ben már a képviselőház elnöke volt, 1865-től pedig a magyar balközép vezére. A Határozati Párthoz tartozott, kezdetben megpróbált Tisza Kálmán és a Felirati Pártot vezető Deák Ferenc közt közvetíteni. 
1873-ban saját politikai erőt alapított, a Középpártot. Kilépése a Tisza Kálmán vezette balközép pártból annak végét jelentette (igaz, hogy egy olyan későbbi szövetség részeként, amelynek miniszterelnöke Tisza lett). „Erkölcsi tekintély dolgában mindjárt Deák Ferenc mellett foglalt helyet” – írta Ghyczyről évtizedekkel később a Nyugatban Halász Imre.

## Pénzügyminiszter
Pártja véleményét ki sem kérve, az uralkodó hosszas rábeszélésre elvállalta a Bittó-kormány pénzügyminiszteri posztját. Ezt a pozíciót 1874. március 21. és 1875. március 2. közt töltötte be.
A pénzügyminiszterséget olyan időszakban vette át, amikor a költségvetés krónikus bajokkal küszködött. A kiegyezés utáni években gazdasági optimizmus lett úrrá az országon, sokan az adók csökkentését várták. A költségvetés valójában adóemelésre szorult, csak ezt senki nem merte kimondani. Ezt a szerepet és a népszerűtlenséget Ghyczy vállalta magára, utat törve utóda, Széll Kálmán adópolitikája számára.
„Az adófelemelések igazi apja Ghyczy volt. Széllnek már csak az adoptív-apa szerepe jutott. Ghyczy magára merte venni az adófelemelés indítványozásával járó szörnyű ódiumot s azután magával vitte ezt Igmándi magányába” – írta Halász Imre.
A Ghyczy előterjesztette 1875-ös költségvetés azt irányozta elő, hogy a költségvetés hiányából 13 millió forintot adóemelésekből fedezzenek. A költségvetés ellen azonban egykori szövetségese, Tisza kemény politikai hadjáratot indított és amikor 1875 februárjában pont Tisza vezetésével jött létre a „fúziós kabinet”, Ghyczy távozása elkerülhetetlenné vált. A fúziós egyezség szerint azonban utóda a Deák-párti Széll, az adóemelések híve lett.

## Utolsó évei
1875-től 1879-ig ismét képviselőház elnöke, nagy segítsége volt Tisza Kálmánnak a T. Ház kézbentartásában. 1885-től haláláig a főrendiház tagja.

## Hivatalai időrendben
- 1843. május 14. – 1844. november 13. – Komárom megye országgyűlési követe
- 1847. november 11. – 1847. november 23. – Ismét Komárom megye országgyűlési követe
- 1847. november 23-ától – Személynöki ítélőmester, egyben jegyzői feladatokat látott el, illetve elnökölt az 1847-1848. évi országgyűlés alsótábláján
- 1848. július 6. – 1849. március 24. -Országgyűlési képviselő
- 1848. május 3. – 1848. december 31. – Igazságügy-minisztériumi államtitkár
- 1848. szeptember 23. – 1848. december 31. – Államtitkárként az Igazságügyi Minisztériumot vezeti
- 1861-ben – Országgyűlési képviselő
- 1865. december 14. – 1879. április 2. – Ismét országgyűlési képviselő
- 1861. április 17. – 1861. augusztus 22. – A képviselőház elnöke
- 1874. március 21. – 1875. március 2. – Pénzügyminiszter
- 1875. március 5. – 1879. április 2. – A képviselőház elnöke
- 1885. – 1888. február 28. – A főrendiház tagja

## Emlékezete
Komáromban 2003. október 31-én avatták újra elkészített emléktábláját (Ryšavý Boldizsár kőfaragó munkáját) a Nádor utcában álló szülőháza helyén levő épület falán. Az eredeti táblát, Istók János szobrászművész alkotását 1908-ban avatták, amikor azonban 1945-ben Komárom magyar fennhatóság alól másodszor is Csehszlovákiához került, a magyarellenes atrocitáshullám közepette az emléktáblát szétverték és csak a bronz dombormű menekült meg, amelyet Csütörtöki András restaurált.

## Érdekességek
Erélyes házelnöki modora anekdoták tárgyává vált, amelyek közül Mikszáth Kálmán írt meg néhányat.